# 連邦選挙法 (フランクフルト国民議会)
連邦選挙法（れんぽうせんきょほう、ドイツ語: Bundeswahlgesetz）は、1848年のドイツにおける三月革命の際に、ドイツ同盟の同盟議会が可決した2つの決議の総称である。

## 概要

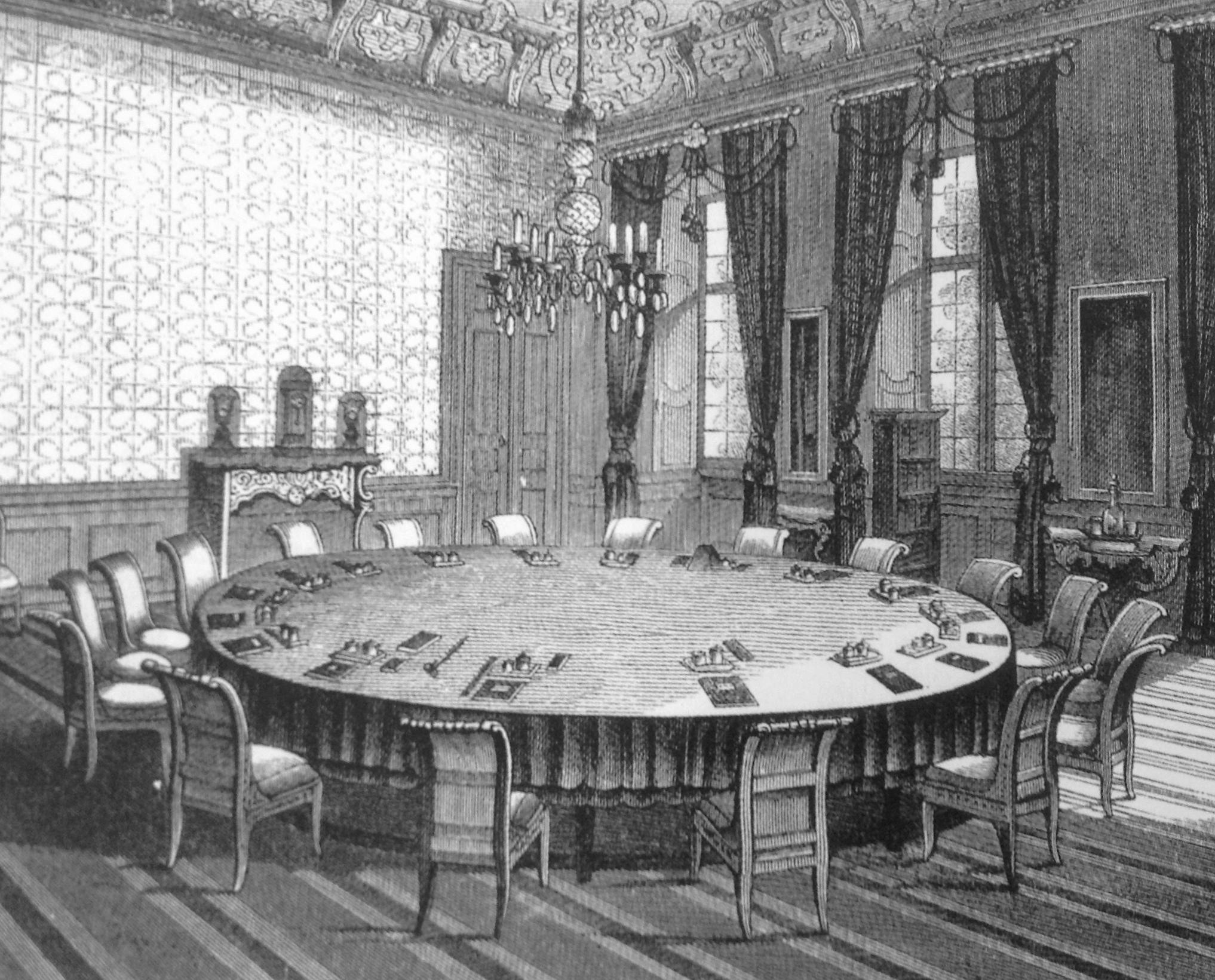
フランクフルトの同盟議会の会議室

1848年3月30日の決議（第一決議）及び同年4月7日の決議（第二決議）は、フランクフルト国民議会の議員の選挙の要件を定めたものであった。選挙は、各邦において構築され、同年4月末又は5月初旬に実施された。
本決議によれば、全ての成人の男性のドイツ人に選挙権が認められていた。唯一明示された制限は、「独立」（Selbstständigkeit）であった。当時、この制限は、さまざまな意味で理解されており、各邦の選挙は、それに応じて異なっていた。例えば、直接選挙であるか間接選挙（選挙人団による）であるかは決定されていないなど、要件は極めて一般的かつ簡潔に規定されていた。
2つの決議の文章は、連続した散文であり、極めて短いものである。第一決議の後、フランクフルト予備議会（Vorparlament）による批判が生じた。予備議会自体は、同年3月30日に会議を開き、選挙の枠組みについて議論したばかりであった。そのため、第一決議は、第二決議によって修正・補足された。

## 予備議会における議論
予備議会は、自由主義者及び民主主義者の会同であって、一部は、各邦議会の議員であった。予備議会は、フランクフルト国民議会の準備に奉仕し、時には、ドイツの将来に関する勧告も行った。しかしながら、ドイツ同盟の公式な代表は、各邦を代表する同盟議会であった。同盟議会は、すでに自由主義的な新たな代表者を一部に配置しており、当時、革命の不安を緩和することを目的としたいくつかの決議を可決していた。
唯一の実質的な論争は、選挙を直接選挙とするか間接選挙とするかという点であった。左派は、直接選挙を要求した。直接選挙のほうが、民意を歪めることなく表現することができるからであった。候補者は、公然と選挙運動を行うことが求められたであろう。間接選挙の場合は、選挙人団（本来の有権者によって選出される）が最終的に決定することとなる。左派に対しては、直接選挙がデマゴーグによって影響されやすく、直接選挙を組織することが難しいという反論がなされた。その後、投票においては、317票対194票で直接選挙が推奨されたが、その決定は、各邦に委ねられることとなった。
なお、「独立」（Selbstständigkeit）という要件に関する決定は存在しなかった。これは、当時、いくつかの制限を課すものであると理解されていた。例えば、いくつかの邦においては、職工や親元に住む息子は投票できないことを意味していた。それにもかかわらず、委員会報告の要約（及び本決議の第二決議）においては、この表現が登場した。それは、速記者が討論からこの表現を念頭に置いていたためである。しかしながら、議長の目には留まらなかった。
当時、シュレースヴィヒ及びプロイセン州（東プロイセン及び西プロイセン）は、ドイツ同盟には属していなかったが、これらの地域においても選挙を実施する旨の予備議会の規定があった。しかしながら、そうした予備議会の規定は、本決議においては言及されなかった。同盟議会がプロイセン州とポーゼンの一部をドイツ同盟の領域に含めたのは、4月11日及び同月22日のことであった（1848年の同盟議会決議）。

## 内容
第一決議によれば、選挙の目的は「新たな連邦憲法の基礎の起草」を加速させることであった。選挙で選ばれた「国民代表」は、「ドイツ憲法の総体を政府と国民との間で完成させる」ために会同することが予定されていた。第二決議においては、「憲法制定ドイツ国民議会」という表現が見られる。選挙は、フランクフルト国民議会が5月1日に開会できるように、迅速に実施されることとなっていた（実際には、5月18日に開会した。）。
第一決議においては、各邦政府がそれぞれの憲法に従って国民代表を選出することのみが規定されていた。人口7万人あたり1名の代表を選出し、人口7万人未満の邦は1名の代表を選出することとなっていた。第二決議のみが、選挙権及び被選挙権について、より具体的に規定していた。また、第二決議においては、7万人の要件を5万人に引き下げ、2万5千人の剰余がある場合には、その人数分の代表をも選出しなければならないこととされていた。
成人に達した「独立」（Selbstständigkeit）の「国民」（各邦の市民）は、全て選挙権及び被選挙権を有することとされた。これは、ドイツに帰国して「市民権を回復した」政治的亡命者に対しても適用された。被選挙権を得るためには、候補者が各邦に所属していることは必要とされなかった。宗教による制限、最低納税額による条件（Wahlzensus）、「特定の身分による選挙」は存在せず、それゆえ、最低納税額による選挙法（Zensuswahlrecht）や階級による選挙法（Klassenwahlrecht）ではなかった。